# U-Bahnhof Reinickendorfer Straße

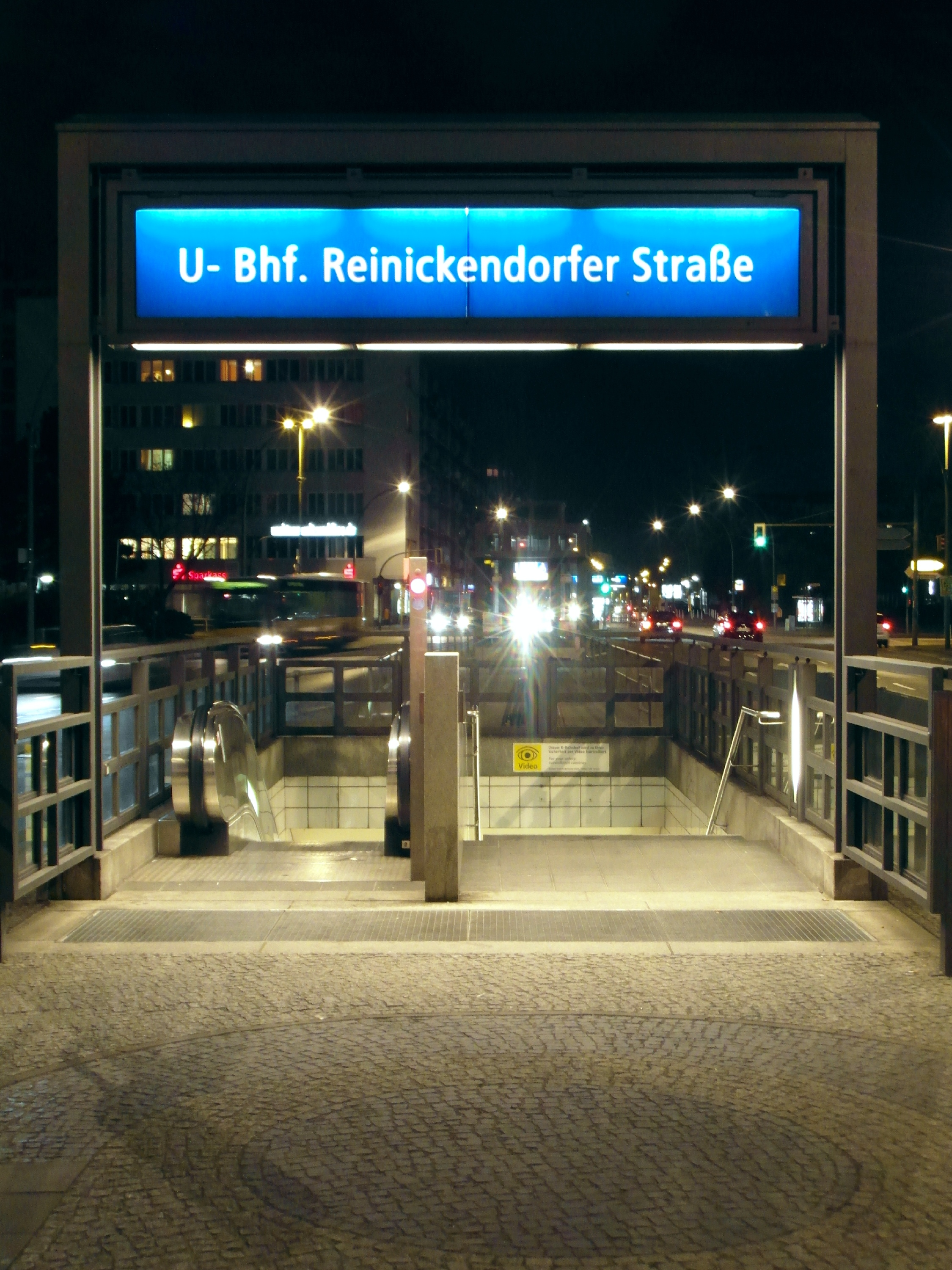
Bahnhofseingang in der Müllerstraße

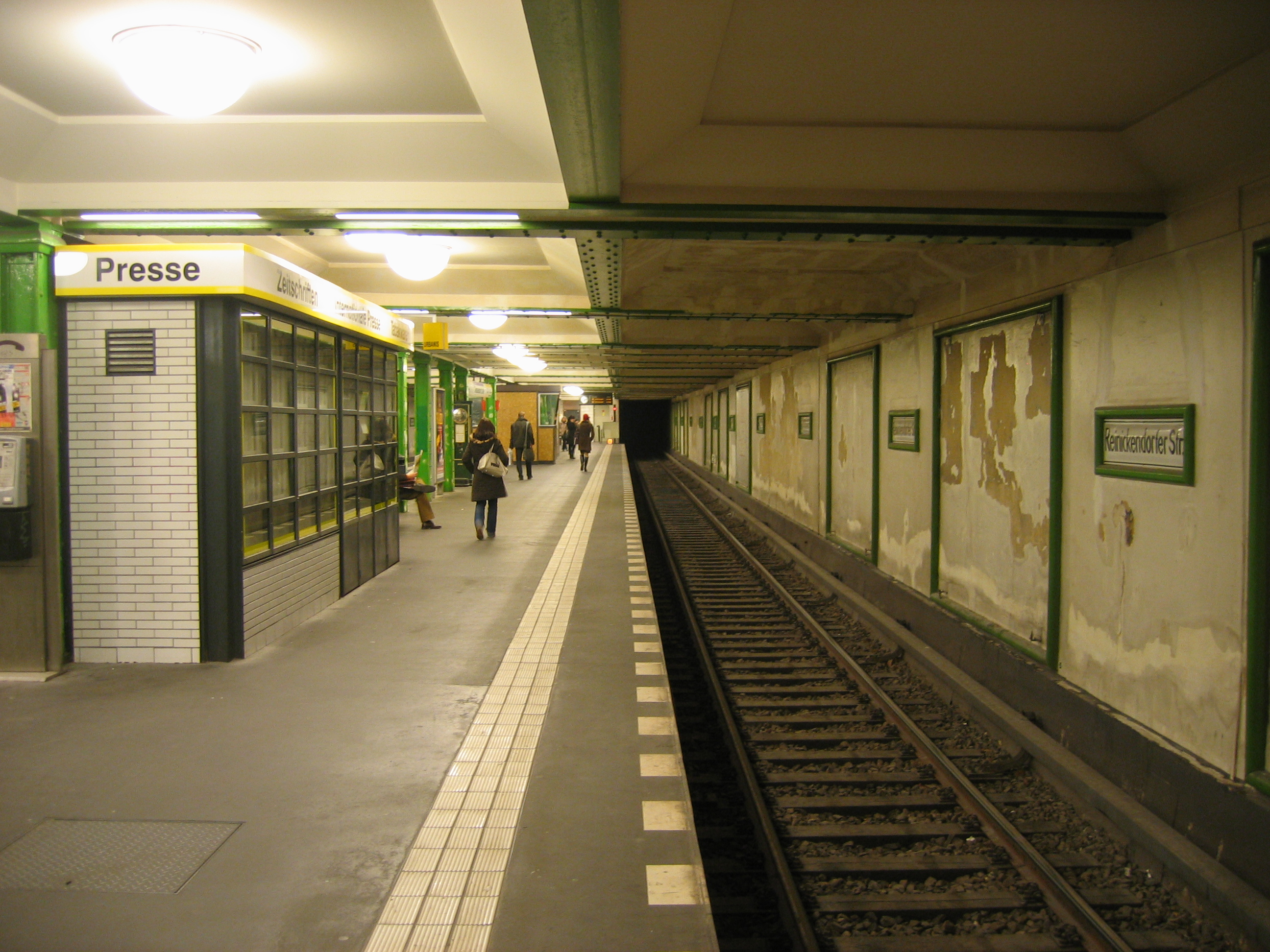
Bahnsteig

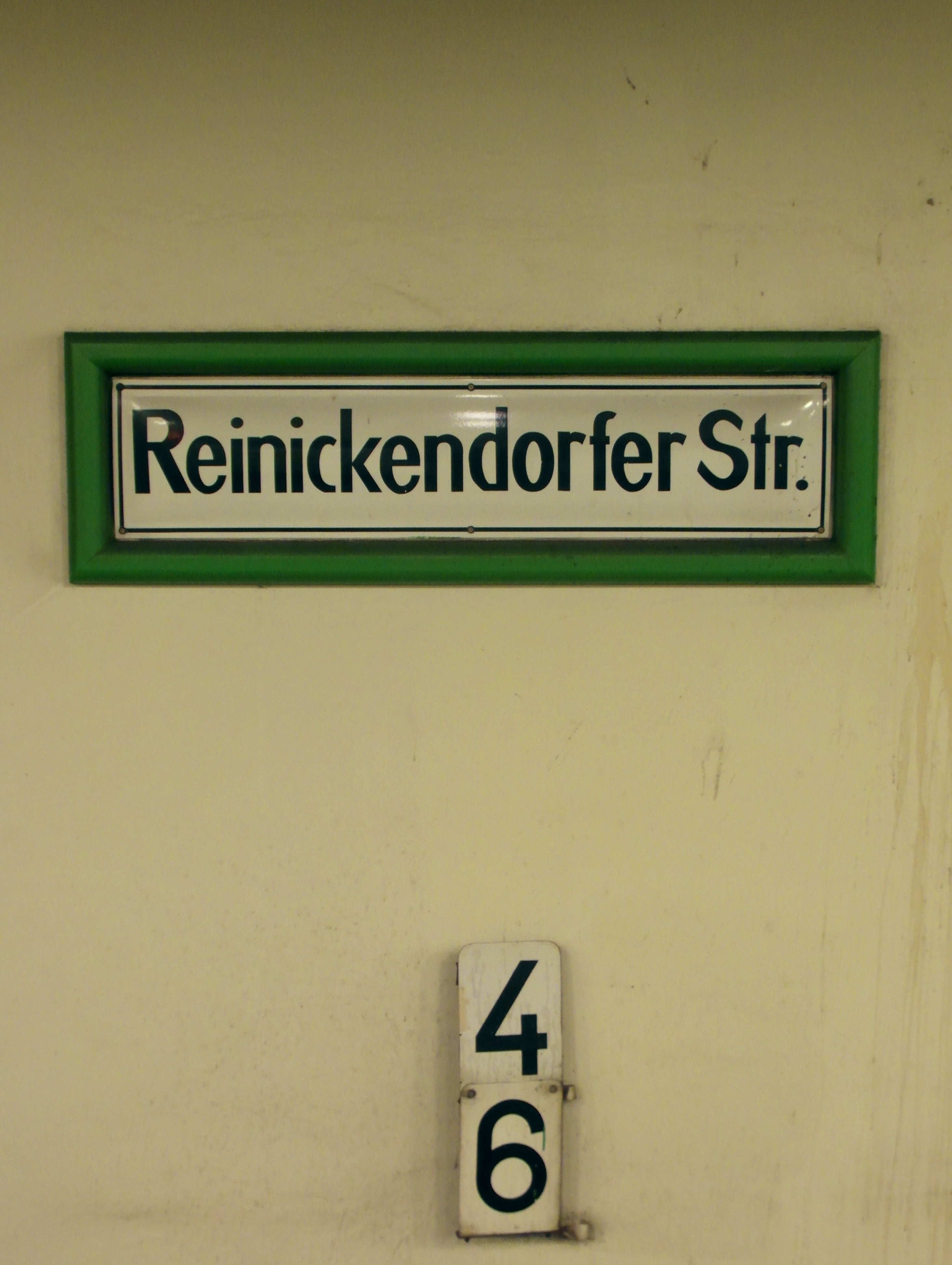
Bahnhofsschild

Der U-Bahnhof Reinickendorfer Straße ist ein Berliner U-Bahnhof der Linie U6. Er liegt nördlich der Panke unter der Müllerstraße an der Grenze der Berliner Ortsteile Wedding und Gesundbrunnen des Bezirks Mitte und trägt das BVG-Kürzel Ri. Der Bahnhof wurde gemeinsam mit den anderen Bahnhöfen des nördlichen Abschnitts der Nord-Süd-Bahn zwischen Stettiner Bahnhof (seit 2009: Naturkundemuseum) und Seestraße am 8. März 1923 in Betrieb genommen.

## Historie und Bauwerk
Der U-Bahnhof Reinickendorfer Straße entstand im Rahmen des Baus der Nord-Süd-Bahn vom Wedding bis Neukölln. Die Planung dieser Linie geht auf einen Entwurf von 1901 zurück, der Bau wurde aber erst Ende 1912 begonnen und 1919, nach Ende des Ersten Weltkriegs wieder aufgenommen. Ebenso wie die anderen Bahnhöfe der nördlichen Nord-Süd-Linie folgte die Gestaltung des Bahnhofs dem Vorkriegs-Standardentwurf von Heinrich Jennen, der sich seinerseits an den Bahnhöfen Senefelder Platz und Schönhauser Tor (heute: Rosa-Luxemburg-Platz) orientierte.
Der U-Bahnhof wurde in einfacher Tiefenlage mit 80 Meter langem und sieben Meter breitem Mittelbahnsteig, Stahlstützen und Eisenbeton-Kassettendecke angelegt. Die Zu- und Abgänge liegen in der Mitte der Müllerstraße und verfügen über keine Zwischengeschosse. Nach dem Tode Jennens im Jahr 1920 wurde die Ausgestaltung des Bahnhofs von Alfred Grenander und Alfred Fehse weitergeführt. Sie mussten aufgrund der schlechten Wirtschaftslage in den 1920er Jahren auf die ursprünglich vorgesehenen Wandfliesen verzichten. Die Wände wurden weiß verputzt, die für Stützen, Stahlträger, Werbe- und Stationsschilder verwendete Kernfarbe war Rot. Am 8. März 1923 wurde der Bahnhof der damaligen Nord-Süd-Bahn (1928–1966 Linie C, heute: U6) in Betrieb genommen.
Nach 1945 war der U-Bahnhof in Nord-Süd-Richtung der letzte auf West-Berliner Gebiet und galt BVG-intern als „Grenzbahnhof“. Von 1961 bis 1989, der Zeit der Teilung durch die Berliner Mauer, begann hier der Abschnitt der „Geisterbahnhöfe“, die U-Bahn-Züge zum U-Bahnhof Kochstraße hatten bis dahin nur einen einzigen Halt am Bahnhof Friedrichstraße.
Von 1993 bis 1996 wurde der Bahnhof umfassend saniert: Der Bahnsteig wurde in nördlicher Richtung auf 105 Meter verlängert, die Zugänge wurden durch Einbau von Aufzug und Rolltreppen barrierefrei gestaltet, Stützen und Schilder erhielten die neue Kernfarbe Grün.

## Anbindung
| Linie | Verlauf |
| ----- | --- |
|       | Alt-Tegel – Borsigwerke – Holzhauser Straße – Otisstraße – Scharnweberstraße – Kurt-Schumacher-Platz – Afrikanische Straße – Rehberge – Seestraße – Leopoldplatz – Wedding – Reinickendorfer Straße – Schwartzkopffstraße – Naturkundemuseum – Oranienburger Tor – Friedrichstraße – Unter den Linden – Stadtmitte – Kochstraße – Hallesches Tor – Mehringdamm – Platz der Luftbrücke – Paradestraße – Tempelhof – Alt-Tempelhof – Kaiserin-Augusta-Straße – Ullsteinstraße – Westphalweg – Alt-Mariendorf |

Am U-Bahnhof bestehen Umsteigemöglichkeiten von der Linie U6 zu den Omnibuslinien M27, 120 und 147 der BVG.